# Witteveen+Bos
Witteveen+Bos ist ursprünglich ein niederländisches Beratungs- und Ingenieurbüro, das Dienstleistungen in den Bereichen Infrastruktur, Wasserbau, Umwelt und Bauwesen erbringt. Das Unternehmen beschäftigt mehr als 1100 Mitarbeiter und führt hauptsächlich komplexe, multidisziplinäre Projekte durch. Die Firma hat eine Eigentümerstruktur, bei der die Anteile zu 100 % von den Mitarbeitern gehalten werden.
Das Unternehmen konzentriert sich auf das obere Ende des Beratungsmarktes. Kunden sind Regierungen, Unternehmen und Partnerschaften. Witteveen+Bos ist das siebtgrößte Ingenieurbüro in den Niederlanden. Es hat 21 Niederlassungen in 11 Ländern.

## Geschichte

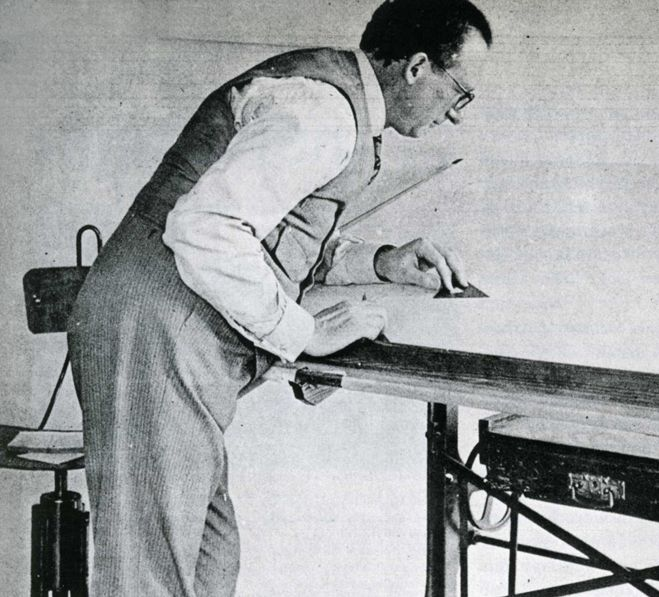
Willem Gerrit Witteveen (1940)

Das Ingenieurbüro wurde 1946 in Deventer gegründet und ist nach den Gründern und Bauingenieuren Willem Gerrit Witteveen (1891–1979) und Prof. Goosen Siger Bos benannt. Das erste Projekt war die Prinz-Bernhard-Schleuse in Deventer.

## Organisation und Struktur
Die Organisation von Witteveen+Bos basiert auf einem Zellenkonzept, das aus relativ unabhängigen Einheiten für die jeweiligen Märkte besteht.
Die satzungsmäßige Geschäftsführung wird von den Seniorpartnern bestellt. Die Geschäftsführung besteht aus Karin Sluis (Generaldirektor) und Stephan van der Biezen.
Die Gesellschaft hat 2016 einen Aufsichtsrat bestellt, der die Kontinuität des Unternehmens überwacht, aber keine neuen Vorstände benennt.
Neben dem Hauptsitz in Deventer unterhält Witteveen+Bos Niederlassungen in Amsterdam, Breda, Den Haag, Heerenveen, Rotterdam und Utrecht.

## International
Das Unternehmen ist seit Jahrzehnten im Ausland tätig. Die Aktivitäten konzentrieren sich auf Europa, die ehemaligen Sowjetrepubliken sowie Südostasien und den Nahen Osten.
Witteveen+Bos hat Niederlassungen oder einem Projektbüro in Antwerpen und Steenokkerzeel (Belgien), Jakarta (Indonesien), Aktau, Almaty und Atyrau (Kasachstan), Sankt Petersburg (Russland), Ho-Chi-Minh-Stadt (Vietnam) und Riga (Lettland) vertreten, sowie in Singapur, London, Dubai (Vereinigte Arabische Emirate) und Accra (Ghana).

## Projekte (Auswahl)
- Noord-Zuidlijn, Amsterdam
- Feste Fehmarnbeltquerung
- Oosterweelverbinding
- Bohrinseln Kasachstan
- Hafen in Taman, Russland
- Reinstwasserfabrik Emmen
- Niederländischer Pavillon für Dubai Expo 2020, Vereinigte Arabische Emirate

## Trivia

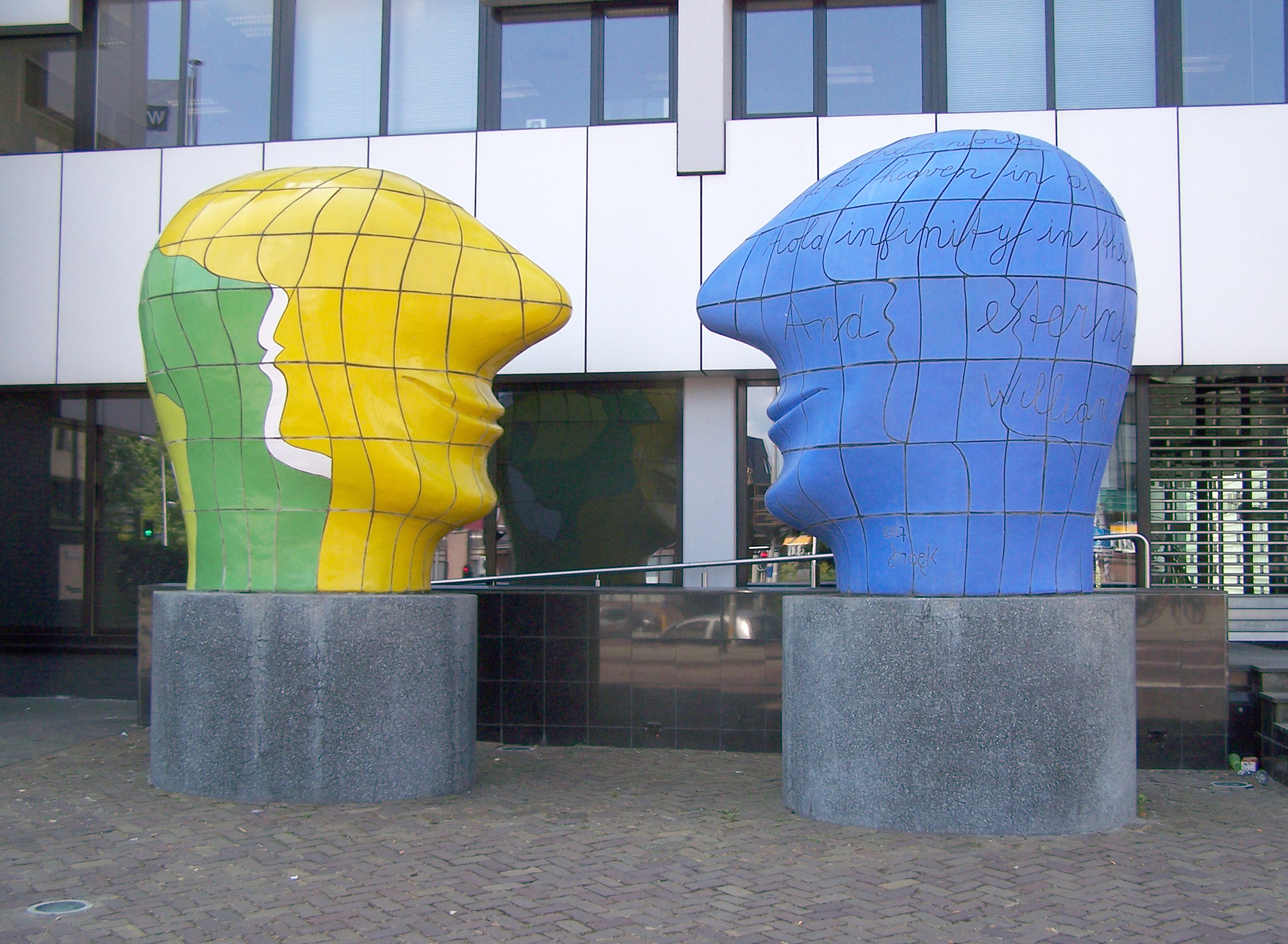
Dialoog von Jan Snoeck

- Mit dem Witteveen+Bos-Preis für Kunst + Technologie wird seit 2002 ein Künstler ausgezeichnet, der Kunst und Technologie auf besondere Weise vereint. Das Preisgeld beträgt aus 15.000 Euro, einem Buch über das Schaffen des Künstlers und einer Ausstellung in der Bergkerk in Deventer.
- Vor der Zentrale in Deventer befindet sich das Kunstwerk Dialoog von Jan Snoeck.